# Резолюция Совета Безопасности ООН 1049
Резолюция Совета Безопасности Организации Объединённых Наций 1049 (код — S/RES/1049), принятая 5 марта 1996 года, подтвердив резолюцию 1040 (1996) по Бурунди, Совет Безопасности ООН призвал к прекращению насилия в стране и обсудил подготовку к конференции по безопасности в районе Великих Африканских озёр.
В начале резолюции приветствовались усилия президента Сильвестра Нтибантунганьи и премьер-министра Бурунди Антуана Ндувайо по успокоению ситуации в стране. Совет выразил глубокую озабоченность по поводу помощи, оказываемой определённым группам, которая была оказана лицами, ответственными за геноцид в Руанде, а также по поводу насилия и разжигания этнической ненависти радиостанциями. Было отмечено, что Комиссия по расследованию, созданная в соответствии с Резолюцией 1012 (1995), сообщила, что безопасность, предоставленная ей Организацией Объединённых Наций, была недостаточной. Все заинтересованные стороны в Бурунди должны приложить усилия для разрядки кризиса и начать диалог.
Совет Безопасности осудил насилие против гражданского населения, беженцев и персонала гуманитарной помощи, а также убийства правительственных чиновников в Бурунди. Все заинтересованные стороны в Бурунди должны воздерживаться от насилия или подстрекательства к нему, а также от попыток свергнуть правительство неконституционным путём. Вместо этого было настоятельно предложено провести серьёзные переговоры. Генерального секретаря Бутроса Бутроса-Гали попросили сообщить о возможном создании радиостанции для содействия примирению и диалогу. Было предложено международное сотрудничество в отношении гуманитарной помощи, военной и судебной реформы в Бурунди.
Бурунди напомнили об ответственности за обеспечение безопасности Комиссии по расследованию и о том, что все стороны должны сотрудничать с ней. Организацию африканского единства попросили увеличить численность её миссии наблюдателей в стране. Тем временем Генерального секретаря попросили ускорить подготовку к созыву региональной конференции по вопросам мира, безопасности и развития в районе Великих озёр, а также обязали доложить Совету к 1 мая 1996 года о ситуации в Бурунди и прогрессе, достигнутом в выполнении настоящей резолюции.